# Boarmia coloba
Boarmia coloba là một loài bướm đêm trong họ Geometridae.